# Distretto di Moradabad
Moradabad è un distretto dell'India di 3 749 630 abitanti. Capoluogo del distretto è Moradabad.